# Dvärguvar
Dvärguvar (Otus) är ett artrikt släkte i familjen ugglor med ett 50-tal arter som förekommer i Eurasien, Afrika och Sydostasien. Många är hotade och flera av arterna har nyligen upptäckts och beskrivits. Tidigare fördes även skrikuvarna i Megascops, ponderosauggla (Psiloscops flammeus) och gråugglorna i Ptilopsis till Otus. Å andra sidan inkluderas vanligen numera goliatdvärguven (tidigare Mimizuku) i släktet, liksom palaudvärguven (tidigare Pyrroglaux) samt tre utdöda arter som förekom i Maskarenerna (tidigare Mascarenotus).
Nedanstående artlista följer AviList:
- Goliatdvärguv (O. gurneyi) – tidigare ensam i släktet Mimizuku
- Vitpannad dvärguv (O. sagittatus)
- Kaneldvärguv (O. rufescens)
- Ceylondvärguv (O. thilohoffmani)
- Västafrikansk dvärguv (O. icterorhynchus)
- Sokokedvärguv (O. ireneae)
- Andamandvärguv (O. balli)
- Floresdvärguv (O. alfredi)
- Bergdvärguv (O. spilocephalus)
- Javadvärguv (O. angelinae)
- Mindanaodvärguv (O. mirus)
- Luzondvärguv (O. longicornis)
- Mindorodvärguv (O. mindorensis)
- Madagaskardvärguv (O. rutilus)
- Mayottedvärguv (O. mayottensis)
- Karthaladvärguv (O. pauliani)
- Anjouandvärguv (O. capnodes)
- Mohelidvärguv (O. moheliensis)
- Réuniondvärguv (O. grucheti) – utdöd
- Mauritiusdvärguv (O. sauzieri) – utdöd
- Rodriguesdvärguv (O. murivorus) – utdöd
- Blek dvärguv (O. brucei)
- Arabdvärguv (O. pamelae)
- Dvärguv (O. scops)
- Cyperndvärguv (O. cyprius)
- Príncipedvärguv (O. bikegila)
- Pembadvärguv (O. pembaensis)
- Sãotomédvärguv (O. hartlaubi)
- Afrikansk dvärguv (O. senegalensis)
- Sokotradvärguv (O. socotranus)
- Orientdvärguv (O. sunia)
- Ryukyudvärguv (O. elegans)
- Moluckdvärguv (O. magicus)
- Wetardvärguv (O. tempestatis)
- Suladvärguv (O. sulaensis)
- Biakdvärguv (O. beccarii)
- Sulawesidvärguv (O. manadensis)
- Banggaidvärguv (Otus mendeni)
- Siaudvärguv (O. siaoensis)
- Sangihedvärguv (O. collari)
- Mantananidvärguv (O. mantananensis)
- Seychelldvärguv (O. insularis)
- Nikobardvärguv (O. alius)
- Simeuluedvärguv (O. umbra)
- Engganodvärguv (O. enganensis)
- Mentawaidvärguv (O. mentawi)
- Rajadvärguv (O. brookii)
- Indisk dvärguv (O. bakkamoena)
- Kinesisk dvärguv (O. lettia)
- Japansk dvärguv (O. semitorques)
- Sundadvärguv (O. lempiji)
- Nordlig filippindvärguv (O. megalotis)
- Västlig filippindvärguv (O. nigrorum)
- Sydlig filippindvärguv (O. everetti)
- Palawandvärguv (O. fuliginosus)
- Tenggaradvärguv (O. silvicola)
- Lombokdvärguv (O. jolandae)
- Palaudvärguv (O. podarginus) – tidigare som ensam art i Pyrroglaux

Ytterligare två arter utdöda under holocen erkänns:
- Madeiradvärguv (O. mauli)
- Azordvärguv (O. frutuosi)